# Ellen Gleditsch

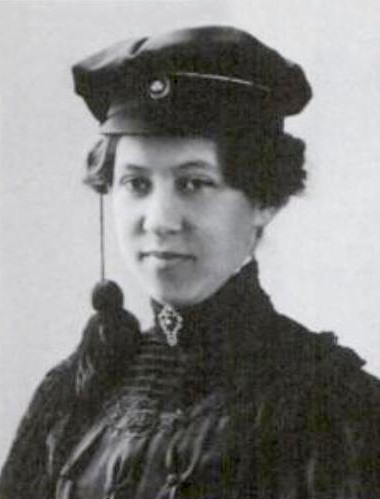
Ellen Gleditsch, fotografía de graduación

Ellen Gleditsch (29 de diciembre de 1879-5 de junio de 1968) fue una radioquímica noruega, y la segunda profesora mujer de Noruega. Empezó su carrera como ayudante a Marie Curie,  devino en pionera en radioquímica, estableciendo la vida media del radio y ayudando a demostrar la existencia de isótopos.

## Biografía
Nació en 1879 en Mandal, Noruega. A pesar de que se graduó en la parte superior de su clase, los exámenes de entrada universitarios estaban prohibidos a mujeres en su tiempo. Por lo tanto, trabajó como ayudante de farmacia capacitándose hacia un grado no académico en química y farmacología en 1902. En 1905 con el soporte de su mentor Eyvind Bødtker,  pasó el examen de entrada universitario, pero escogió estudiar en París.
Después de empezar su carrera en farmacia, empezó a estudiar radiactividad en la Sorbonne y trabajo en el laboratorio de Marie Curie de 1907 a 1912. En el laboratorio de Curie, Ellen actuó con una técnica llamada cristalizaciones fraccionarias, lo cual lograba purificar radio. El trabajo, altamente especializado y que pocos podían completar, permitió que sus cuotas de laboratorio se cedieran. Gastó cinco años de análisis con Curie y regresó incluso después de dejar el laboratorio para supervisar experimentos. En 1911, recibe una "Licenciatura en grado de ciencias" por la Sorbona y le otorgaron un puesto de enseñanza universitaria en Oslo. Después de trabajar un año, ganó la primera beca nunca antes dada a una mujer de la Asociación escandinava-estadounidense para estudiar en EE. UU., pero fue rechazada por los centros en los que solicitó admisión.
Viajó de todos modos, y fue capaz de trabajar en el Laboratorio de Bertram Boltwood en Yale Universidad, donde midió la vida media del radio, creando una medida estándar que se utiliza desde hace muchos años. Uno de los científicos que habían originalmente reusado entrar en Yale, fue coautor de dos artículos con ella y en junio de 1914, el Smith College le otorgó un doctorado honorario por su trabajo. Entre 1913 a 1914, regresó a la Universidad de Oslo y devino la segunda mujer en ser elegida a la Academia de Ciencia de Oslo en 1917.Durante los años 1920, Ellen hizo varios viajes a Francia para asistir a Curie, así como un viaje a Cornualles para investigar una mina localizada allí.
En 1919, cofundó la Asociación Académica de Mujeres noruegas, para centrarse en el desarrollo de ciencia y las condiciones en que las científicas trabajaban. También creía que era posible la cooperación de científicos sobre la paz. Sirvió de presidenta de esa organización de 1924 a 1928. Se unió, en 1920, a la Federación Internacional de Mujeres Universitarias, sirviendo como su presidenta de 1926 a 1929, trabajando para proporcionar becas para habilitar mujeres en estudiar en el extranjero. En 1929,  hace un viaje a EE. UU. de Nueva York a California con la intención de promover becas para mujeres.
Tras su nombramiento como profesora en Oslo en 1929 causando controversias, exitosamente empezó con un grupo de estudio de la radiactividad allí. Durante los años 1930, continuó produciendo artículos en inglés, francés, alemán y noruego. También colaboró con una serie de programas de radio para promover y popularizar el estudio científico. En los 1930s dirige un laboratorio de radioquímica en Noruega, el cual era utilizado como un laboratorio subterráneo por los científicos que huían del régimen Nazi. Cuándo Noruega estuvo ocupada durante la guerra, escondió científicos y continuó utilizando su casa para experimentos. Durante una redada en su laboratorio en 1943, las científicas eran capaces de rescatar los minerales radioactivos, pues todos sus coelgas hombres estaban arrestados.
Se retiró de la universidad en 1946 y empezó a trabajar con UNESCO en sus esfuerzos para acabar analfabetismo. En 1949, está activamente implicada en el comité de trabajo. Y en 1952 fue nombrada en la Comisión Noruega que trabajó en los controles del uso de bombas atómicas. Ese mismo año, renunció a la UNESCO en protesta por la admisión de España bajo el régimen fascista de Franco como miembro. En 1962, a los 83 años,  recibió un doctorado honorario por la Sorbona, la primera mujer en recibir tal honor.

## Obra
- (Con Marie Curie) Curie; Gleditsch (1908). Curie; Gleditsch (1908). «Action de l'émanation du radium sur les solutions des sels de cuivre». Le Radium 5 (8): 225. doi:10.1051/radium:0190800508022500.

- https://archive.today/20140422005504/http://www.youscribe.com/catalogue/rapports-et-theses/savoirs/science-de-la-nature/sur-le-radium-et-l-uranium-contenus-dans-les-mineraux-radioactifs-1507892, Comptes Rendus  148:1451 (1909)
- 'Proporción Entre Uranio y Radio en el Radiofónicos-Minerales activos', Comptes Rendus 149:267 (1909).

- Sur le Compenetración entre l'uranio et le radio dans les mineraux actifs, Radio 8:256 (1911).

- "La Vida del Radio". «The Life of Radium». American Journal of Science 41: 112. 1916.